# Ghiacciaio Totten
Il ghiacciaio Totten è uno dei più grandi ghiacciai dell'Antartide Orientale.

## Geografia
Situato in particolare nella Terra di Wilkes, il ghiacciaio, che ha una lunghezza di 64 km e che arriva a una larghezza di 32 km, nasce nell'entroterra della costa di Budd, partendo direttamente dall'Altopiano Antartico. Si ritiene che il bacino che alimenta il ghiacciaio abbia una superficie di oltre 538000 km², arrivando ad estendersi fino a circa 1100 km nell'entroterra e contenendo una quantità di ghiaccio e neve tale che, se sciolta, potrebbe far innalzare il livello del mare di almeno 3,5 metri. Il Totten fluisce inizialmente verso nord-est, per poi virare verso nord-ovest e terminare con una lingua di ghiaccio poco a est di capo Waldron, nella costa di Sabrina, dove costituisce il confine occidentale della piattaforma glaciale Università di Mosca.
Una porzione galleggiante del ghiacciaio Totten, delimitata a sud dal bacino subglaciale Aurora e a nord dal duomo Law  e avente una superficie di circa 6200 km², prende il nome di piattaforma glaciale Totten. Si ritiene che la base di tale piattaforma, che si forma alla confluenza di due tributari del Totten, giaccia a circa 2500 m sotto il livello del mare, vicino allo sbocco del tributario più occidentale, mentre la sua superficie è caratterizzata dalla presenza di canali longitudinali e di fratture trasversali.

## Storia
Il ghiacciaio Totten è stato mappato per la prima volta grazie a fotografie aeree scattate durante l'Operazione Highjump, svolta dalla marina militare statunitense nel 1946-47, e così battezzato dal comitato consultivo dei nomi antartici in onore di George M. Totten, un aspirante guardiamarina facente parte dell'equipaggio della USS Vincennes durante la spedizione di Wilkes, comandata da Charles Wilkes e svoltasi dal 1838 al 1842, il quale assistette lo stesso Wilkes correggendo diversi dati ottenuti dalla ricognizioni svolte durante la spedizione.

## Scioglimento

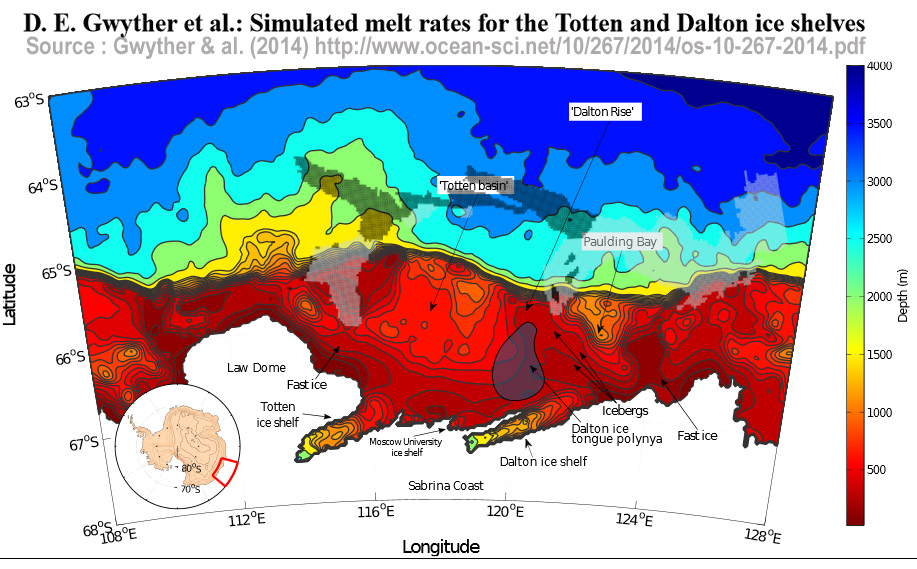
Mappa batimetrica della zona del ghiacciaio Totten.

Il ghiacciaio Totten ricopre il bacino subglaciale Aurora, il cui fondo si trova al di sotto della superficie marina e che è soggetto all'instabilità della calotta glaciale marina, il che significa uno scioglimento vicino alla linea di terra che potrebbe condurre a un incontrollato e veloce ritiro del ghiacciaio, con un significativo contribuito all'innalzamento del livello del mare.
Misurazioni di altezza della superficie svolte con un radar interferometrico ad apertura sintetica hanno mostrato che il ghiacciaio Totten ha subito una perdita di massa dal 1992 al 2006 e misurazioni gravimetriche ottenute dai due satelliti del Gravity Recovery and Climate Experiment hanno indicato che tale perdita di massa è proseguita per lo meno fino al 2016, con un tasso annuale nel 2013 stimato in circa 63,2 ± 4 miliardi di tonnellate all'anno e una perdita di spessore di circa 9 metri all'anno. Rilevamenti effettuati grazie a un altimetro laser nel corso della missione ICESat hanno permesso di misurare l'abbassamento sia della superficie del ghiacciaio sita sulla terraferma, sia di quella galleggiante, dal 2003 al 2009; tuttavia, osservazioni svolte per un periodo maggiore hanno mostrato una variabilità interannuale dello spessore della piattaforma galleggiante e della sua velocità di ritiro.
Le perdite di massa del Totten avvengono principalmente a causa dello scioglimento della base della piattaforma glaciale, influenzato dalla disponibilità di acqua oceanica sempre più calda che penetra nelle cavità presenti nella parte inferiore della piattaforma. La calda acqua profonda circumpolare entra nelle cavità della piattaforma attraverso canyon sottomarini, guidata da processi ventosi nei pressi della scarpata continentale. Proprio tali processi, assieme alla formazione della banchisa lungo la costa di Sabrina, sono stati collegati alla variabilità dello scioglimento basale della piattaforma Totten e al tasso di distacco di iceberg da quest'ultima.